# Ordem de batalha da campanha de Austerlitz
Ordem de batalha dos exércitos francês e da Terceira Coligação durante a Batalha de Austerlitz.

## LaGrande Armée
O Exército francês estava sob o comado supremo do Imperador Napoleão, com o marechal Louis Alexandre Berthier como Chefe-de-Estado. O general de divisão Nicolas-Marie Songis des Courbons era o comandante da artilharia. A força total francesa durante a batalha é estimada em cerca de 73 000 homens, de todos os ramos, e 139 peças de artilharia. Este montante incluía três batalhões de homens que compunham o “comboio de artilharia”.

### Guarda Imperial francesa
Força: 5 500 homens e 24 armas. Marechal Jean-Baptiste Bessières.
- Infantaria da Guarda
  - 1.º e 2.º Batalhões de Granadeiros a Pé
  - 1.º e 2.º Batalhões de Caçadores a Pé (infantaria ligeira)
  - Granadeiros da Guarda Real italiana
- Cavalaria da Guarda
  - Granadeiros a Cavalo da Guarda Imperial
  - Caçadores a Cavalo da Guarda Imperial (infantaria ligeira)
  - Mamelucos
  - Polícia de Elite
- Artilharia da Guarda
  - Artilharia Ligeira da Guarda
  - Comboio de Artilharia da Guarda

### I Corpo
Força: 13 000 homens e 24 armas. Marechal Jean Baptiste Bernadotte.
- Guarda Avançada
  - 27.º Regimento de Infantaria Ligeira
- 1.ª Divisão - General de Divisão Olivier Rivaud de la Raffinière
  - Brigadeiros: Bernard Georges François Frère, François Werlé
    - 8.º Regimento de Infantaria de Linha
    - 45.º Regimento de Infantaria de Linha
    - 54.º Regimento de Infantaria de Linha
- 2.ª Divisão - General de Divisão Jean-Baptiste Drouet
  - Brigadeiros: Pierre Charles Dumoulin, Michel-Marie Pacthod
    - 94.º Regimento de Infantaria de Linha
    - 95.º Regimento de Infantaria de Linha
- Divisão de Cavalaria Ligeira - General de Divisão François Etienne de Kellermann
  - Brigadeiros: Joseph Denis Picard, Frédéric Marisy
    - 2.º Regimento de Hussardos
    - 4.º Regimento de Hussardos
    - 5.º Regimento de Hussardos
    - 5.º Regimento de Caçadores a Cavalo

### III Corpo
Força: 4 300 homens (incluindo 830 de cavalaria) e 12 armas. Marechal Louis Nicolas Davout.
- 2.ª Divisão - General of Divisão Louis Friant
  - 15.º Regimento de Infantaria Ligeira
  - 33.º Regimento de Infantaria de Linha
  - 48.º Regimento de Infantaria de Linha
  - 108.º Regimento de Infantaria de Linha
  - 111.º Regimento de Infantaria de Linha
  - 1.º  Regimento de Dragões (destacado da 1.ª Divisão de Dragões de Klein)
- 4.ª Divisão de Dragões - General François Antoine Louis Bourcier
  - 15.º Regimento de Dragões
  - 17.º Regimento de Dragões
  - 18.º Regimento de Dragões
  - 19.º Regimento de Dragões
  - 25.º Regimento de Dragões
  - 27.º Regimento de Dragões
- Corpo de Artilharia (oito de 8 libras e quatro obuses de 6 polegadas)

### IV Corpo
Força: 23 600 homens e 35 armas. Marechal Nicolas Jean de Dieu Soult
- 1.º Divisão - General de Divisão Louis Vincent Le Blond de Saint-Hilaire
  - 10.º Regimento de Infantaria Ligeira
  - 14.º Regimento de Infantaria de Linha
  - 36.º Regimento de Infantaria de Linha
  - 43.º Regimento de Infantaria de Linha (incluído na divisão de Vandamme durante a batalha)
  - 55.º Regimento de Infantaria de Linha (incluído na divisão de Vandamme durante a batalha)
- 2.ª Divisão - General de Divisão Dominique Joseph Rene Vandamme
  - 24.º Regimento de Infantaria Ligeira
  - 4.º Regimento de Infantaria de Linha
  - 28.º Regimento de Infantaria de Linha
  - 46.º Regimento de Infantaria de Linha
  - 57.º Regimento de Infantaria de Linha
- 3.ª Divisão - General de Divisão Claude Juste Alexandre Legrand
  - 26.º Regimento de Infantaria Ligeira
  - 3.º Regimento de Infantaria de Linha
  - 18.º Regimento de Infantaria de Linha
  - 75.º Regimento de Infantaria de Linha
  - Tirailleurs do Pô (infantaria ligeira italiana)
  - Tirailleurs Corsos (infantaria ligeira da Córsega)
- Divisão de Cavalaria Ligeira - General de Brigada Pierre Margaron
  - 8.º Regimento de Hussardos
  - 11.º Regimento de Caçadores a Cavalo
  - 26.º Regimento de Caçadores a Cavalo
- Corpo de Artilharia - 35 armas (na maioria de 12 libras)

### V Corpo
Força: 12 700 homens 20 armas. Marechal Jean Lannes
- 1.ª Divisão - General de Divisão Marie-François Auguste de Caffarelli du Falga
  - 13.º Regimento de Infantaria Ligeira
  - 17.º Regimento de Infantaria de Linha
  - 30.º Regimento de Infantaria de Linha
  - 51.º Regimento de Infantaria de Linha
  - 61.º Regimento de Infantaria de Linha
- 3.ª Divisão - General de Divisão Louis Gabriel Suchet
  - 17.º Regimento de Infantaria Ligeira
  - 34.º Regimento de Infantaria de Linha
  - 40.º Regimento de Infantaria de Linha
  - 64.º Regimento de Infantaria de Linha
  - 88.º Regimento de Infantaria de Linha
- Divisão de Cavalaria Ligeira - General de Brigada Anne-François-Charles Trelliard
  - 9.º Regimento de Hussardos
  - 10.º Regimento de Hussardos
  - 13.º Caçadores a Cavalo
  - 21.º Caçadores a Cavalo
- Corpo de Artilharia 20 armas (na maioria de 12 libras)

### Divisão de Granadeiros
Força: 5 700 homens. General de Divisão Nicolas Oudinot (fisicamente presente mas em convalescença) – o comando efectivo era detido pelo Grande Marechal do Palácio general de Divisão Géraud Duroc.
Esta formação, ainda que provisória, era constituída por companhias de elite de vários regimentos que estavam em serviço de guarnição.
- Companhias de Carabineiros (equivalente aos Granadeiros na infantaria ligeira) dos 2.º, 3.º, 15.º, 28.º e Regimentos de Infantaria Ligeira Peale
- Companhias de Granadeiros dos: 9.º, 13.º, 58.º e 81.º Regimentos de Infantaria de Linha

### Cavalaria de Reserva
Força: 7 400 sabres e 36 armas. Marechal Príncipe Joachim Murat
- 1.ª Divisão de Cavalaria Pesada - General de Divisão Étienne Marie Antoine Champion de Nansouty
  - 1.ª Brigada, general de brigada Joseph Piston
    - 1.º Regimento de Carabineiros a Cavalo, 3 esquadrões, 205 homens, comandados pelo coronel Cochois
    - 2.º Regimento de Carabineiros a Cavalo, 3 esquadrões, 181 homens, comandados pelo coronel Morin

  - 2.ª Brigada, general de brigada Armand Lebrun de La Houssaye
    - 2.º Regimento de Couraceiros, 3 eaquadrões, 304 homens comandados pelo coronel Yvendorff
    - 9.º Regimento de Couraceiros, 3 esquadrões, 280 homens, comandados pelo coronel Doumerc

  - 3.ª Brigada, general de brigada Antoine Louis Decrest de Saint-Germain
    - 3.ª Regimento de Couraceiros, 3 esquadrões, 333 homens, comandados pelo coronel Preval
    - 12.º Regimento de Couraceiros, 3 esquadrões, 277 homens, comandados pelo coronel Belfort

  - Artilharia: 4.ª Companhia, 2.º Regimento de Artilharia, 92 homens.
- 2.ª Divisão de Cavalaria pesada - General de Divisão Jean-Joseph Ange de Hautpoul
  - 1.ª Brigada, coronel Jean-Baptiste Noirot
    - 1.º Regimento de Couraceiros, 3 esquadrões, 388 homens, comandados pelo coronel Guiton
    - 5.º Regimento de Couraceiros, 3 esquadrões, 375 homens, comandados pelo coronel Noireau

  - 2.ª Brigada, general de Brigada Raymond-Gaspard de Bonardi de Saint-Sulpice
    - 10.º Regimento de Couraceiros, 3 esquadrões, 254 homens, comandados pelo coronel Lataye
    - 11.º Regimento de Couraceiros, 3 esquadrões, 327 homens, comandados pelo coronel Fouler

  - Artilharia: 4.ª Companhia, 2.º Regimento de Artilharia, 42 homens
- 2.ª Divisão de Dragões  - General de Divisão Frédéric Henri Walther
  - 3.º Regimento de Dragões
  - 6.º Regimento de Dragões
  - 10.º Regimento de Dragões
  - 11.º Regimento de Dragões
  - 13.º Regimento de Dragões
  - 22.º Regimento de Dragões
- 3.ª Divisão de Dragões - General de Divisão Marc Antoine de Beaumont
  - 5.º Regimento de Dragões
  - 8.º Regimento de Dragões
  - 12.º Regimento de Dragões
  - 16.º Regimento de Dragões
  - 21.º Regimento de Dragões
- Divisão de Cavalaria Ligeira - General de Divisão François Etienne de Kellermann
  - Destacamento do I Corpo
- Brigada de Cavalaria Ligeira - General de Brigada Édouard Jean Baptiste Milhaud
  - 16.º Regimento de Caçadores a Cavalo
  - 22.º Regimento de Caçadores a Cavalo
- Destacamento de Artilharia - 36 armas em companhias de artilharia a cavalo

## Exército daTerceira Coligação
O adversário da França na Batalha de Austerlitz era a força combinada dos exércitos da Rússia e da Áustria, sob o comando oficial do Czar Alexandre I e do Imperador Francisco II do Sacro Império, respectivamente. Contudo, o comando geral estava nas mãos de do general Mikhail Kutuzov. As forças austríacas eram lideradas pelo tenente-general Príncipe Johann von Liechtenstein. O número total de homens era de 85 400  mais 278 armas de todos os tipos.

### Guarda Imperial russa
Força: 6 730 soldados de infantaria, 3 700 soldados de cavalaria, 100 Pioneiros e 40 armas. Grão-duque Constantino
- Infantaria da Guarda
  - Regimento Izmaylovsky da Guarda Imperial Russa
  - Regimento Semenovsky da Guarda Imperial Russa
  - Regimento Preobrazhensky da Guarda Imperial Russa
  - Regimento de Guardas (Guarda Jaeger)
  - Regiemento de Granadeiros Leib
- Cavalaria da Guarda
  - Regimento de Guarda a Cavalo
  - Regimento de Guarda de Hussardos
  - Regimento de Guarda de Cossacos
  - Pioneiros da Guarda

### Guarda Avançada do Exército do Czar
Força:9 200 soldados de infantaria, 4 500 soldados de cavalaria e 42 armas. Tenente-general Pyotr Bagration
- Infantaria
  - 5.º Regimento Jaeger
  - 6.º Regimento Jaeger
  - Regimento Arkhangelgorod
  - Regimento de Infantaria Old Ingermanland
  - Regimento de Infantaria Pskov
- Cavalaria
  - Regimento de Couraceiros da Imperatriz
  - Regimento de Dragões Tver
  - Regimento de Dragões St. Petersburg
  - Regimento de Hussardos Pavlograd
  - Regimento de Hussardos Mariupol
  - Regimento de Cossacos Kiselev
  - Regimento de Cossacos Malakhov
  - Regimento de Cossacos Khanzhenkov

### Guarda Avançada do generalFrederick William Buxhowden
Força: 3 440 soldados de infantaria, 3 440 soldados de cavalaria e 12 peças de artilharia ligeiras. Feldmarschall-tenente Michael von Kienmayer
- 1.ª Brigada de Infantaria – major-general Georg Symon de Carneville 
  - Regimento de Infantaria N.º 7 Grenz Brooder (500 num Batalhão)
  - Regimento de Infantaria N.º 14 1st Szekler Grenz  (1300 em 2 Batalhões)
  - 2nd Szekler Grenz Regimento de Infantariao de Infantaria N.º 15 (1,300 in 2 Batalhões)
  - Pioneiros (340 em três companhias)
- 1.ª Brigada de Cavalaria – major-general Karl Wilhelm von Stutterheim
  - Regimento N.º 3 de Cavalaria Ligeira O'Reilly (900 em oito esquadrões)
  - Regimento N.º 1 Ulano Merveldt (40)
- 2.ª Brigada de Cavalaria – major-general Johann Nepomuk von Nostitz-Rieneck
  - Regimento N.º 2 Ulano Schwarzenberg (100 em meio esquadrão)
  - Regimento de Hussardos N.º 4 Hessen-Homburg (600 em seis esquadrões)
- 3.ª Brigada de Cavalaria – major-general Moritz Liechtenstein
  - Regimento de Hussardos N.º 11 Szekler (800 in oito esquadrões)
  - Cossack Regimento de Cossacos Sysoev
  - Regimento de Cossacos Melentev

### Primeira coluna
Força: 13 240 soldados de infantaria, 250 soldados de cavalaria, 40 armas ligeiras e 24 armas pesadas. General-tenente Dmitry Dokhturov
- 1.ª Brigada de Infantaria – major-general Lewis
  - 7.º Regimento Jaeger (um batalhão)
  - Regimento de Infantaria New Ingermanland (três batalhões)
  - Regimento de Infantaria Yaroslav (dois batalhões)
- '2.ª Brigada de Infantaria  -  Major General Urusov 
  - Regimento de Infantaria Vladimir
  - Regimento de Infantaria Bryansk
  - Regimento de Infantaria Vyatka
  - Regimento de Infantaria Moscovo
  - Regimento de Granadeiros Kiev
  - Pioneiros (uma companhia)
- Destacamento de Cavalaria
  - Regimento Cossaco Denisov

### Segunda coluna
Força: 11 250 soldados de infantaria, 300 soldados de cavalaria e 30 armas ligeiras. tenente-general Langeron
- 1.ª Brigada de Infantaria – major-general Olsuviev 
  - 8.º Regimento Jaeger
  - Regimento de Infantaria Vyborg
  - Regimento de Infantaria Perm
  - Regimento de Infantaria Kursk
- 2.ª Brigada de Infantaria – major-general S. M. Kamensky
  - Regimento de Infantaria Ryazhsk
  - Regimento de Granadeiros Fanagoria
  - Pioneiros (uma companhia)
- Destacamento de Cavalaria
  - Regimento de Dragões de St. Petersburg
  - Regimento de Cossacos Isayev

### Terceira coluna
Força:7 700 soldados de infantaria e 30 armas ligeiras. Tenente-general I. Przebyszewski
- 1.ª Brigada de Infantaria - major-general Muller
  - 7.º Regimento Jaeger
  - 8.º Regimento Jaeger
- 2.ª Brigada de Infantaria - major-general Selekhov
  - Regimento de Infantariao de Infantaria da Galícia
  - Regimento de Infantaria Butyrsk
  - Regimento de Infantaria Podolia
  - Regimento de Infantaria Narva
  - Pioneiros (uma companhia)

### Quarta coluna
Strength: 23 900 soldados de infantaria, 52 armas ligeiras e 24 armas pesadas. Tenentes-generais Mikhail Miloradovich e Johann Kollowrat
- Guarda Avançada - tenente-colonel Monakhtin 
  - Regimento de Infantaria Novgorod  (dois batalhõess)
  - Regimento de Infantaria Apsheron (1 batalhão)
  - Regimento de Dragões N.º 1 Arqui-duque João
- 1.ª Brigada de Infantaria – major-general Wodniansky
  - Regimento de Infantaria Novgorod (um batalhão)
  - Regimento de Infantaria Apsheron (dois batalhões)
  - Regimento de Granadeiros Pequena Rússia
  - Regimento de Infantaria Smolensk
- 2.ª Brigada de Infantaria - major-general Heinrich von Rottermund
  - Regimento de Infantaria N.º 23 Salzburgo (3 000 em seis Batalhões)
  - Regimento de Infantaria N.º 20 Kaunitz (900 em um Batalhão)
  - Regimento de Infantaria N.º 24 Auersperg (600 em um Batalhão)
- 3.ª Brigada de Infantaria - major-general Franz von Jurczek
  - Francisco II Regimento de Infantaria N.º 1  Francisco II (1000 em um batalhão)
  - Regimento de Infantaria N.º 9 Czartoryski (600 em um Batalhão)
  - Regimento de Infantaria N.º 55 Reuss-Greitz (600 em um batalhão)
  - Regimento de Infantaria N.º 38 Württemberg (500 em um batalhão)
  - Regimento de Infantaria N.º 58 Beaulieu (500 em um Batalhão)
  - Regimento de Infantaria N.º 49 Kerpen (700 em um batalhão)
  - Regimento de Infantaria N.º 29 Lindenau (400 em um batalhão)
  - Jäger Viena (300 em duas companhias)
  - Pioneiros (340 em duas companhias)

### Quinta coluna (Cavalaria)
Força: 5 375 homens, 24 peçasligeiras. Tenente-general Príncipe Johann von Liechtenstein
- 1.ª Brigada de Cavalaria – major-general Johann Karl Caramelli
  - Regimento de Couraceiros n.º 5 Nassau (300 em seis esquadrões)
  - Regimento de Couraceiros n.º 7 Lothringen (300 em seis esquadrões)
- 2.ª Brigada de Cavalaria – major-general Johann Weber von Treuenfels
  - Regimento de Couraceiros n.º 1 Kaiser (500 em oito esquadrões)
- 3.ª Brigada de Cavalaria - major-general Gladkov
  - Regimento Ulano do Grão-duque Constantine
  - Regimento de Cossacos Gordeev
  - Regimento de Cossacos Isayev
  - Regimento de Cossacos Denisov
- 4.ª Brigada de Cavalaria - general F. P. Uvarov
  - Regimento de Dragões Chernigov
  - Regimento de Dragões Kharkov
  - Regimento de Hussardos Elisabetgrad

### Google books
- (em inglês) Charge!: Great Cavalry Charges of the Napoleonic Wars de Digby Smith - Inclui ordem de batalha completa das forças francesas e Aliadas.)